# 林兆鼎
林兆鼎（1570年—1633年），字时廉，號九聚，福州福清东瀚镇人，明朝軍事人物。

## 生平
林兆鼎体貌奇伟，声如洪钟，为万历四十一年（1612年）武科进士。后授河间守备，升四川都阃。天启年间，改四川遵义参将。崇祯二年(1629年)，安邦彦犯贵州。朱燮元命令总兵林兆鼎从三岔出兵。崇祯三年（1630年），讨伐湖广番州苗族，连破10余寨，擒获敵軍領袖。崇祯四年(1631年)，将讨伐黑苗，攻破200余寨。后升南京右军都督府同知。
著《威暨录》、《二酉藏书》。
清乾隆《福清县志》：“善射命中，又精火器。沉勇有谋，应敌变化，而乘机逐利，如飞电鸣霆，不可向迩，虽古名将弗过也！其善用少如岳忠武，用奇如韩淮阴，兵机不测，出入天渊；如雪夜之破蔡州，元夕张灯之夺昆仑关。”